# Łanki
Łanki – przysiółek w gminie Spas, w obwodzie lwowskim, w rejonie buskim na Ukrainie.